# Johnny Rutherford
John Sherman Rutherford III, más conocido como Johnny Rutherford (Coffeyville, Kansas, Estados Unidos, 12 de marzo de 1938) es un piloto de automovilismo especializado en monoplazas.
Fue campeón de la serie CART en 1980, segundo en el Campeonato Nacional del USAC en 1974, 1975 y 1976, y tercero en 1973 y 1977. Ganó tres ediciones de las 500 Millas de Indianápolis (1974, 1976 y 1980), las 500 Millas de Pocono de 1974 y las 500 Millas de Míchigan de 1986, convirtiéndose en el primer piloto en vencer en las tres carreras de 500 millas. Entre el Campeonato Nacional del USAC y la serie CART totalizó 27 triunfos.

## Carrera deportiva
Rutherford fue criado en Fort Worth, Texas, por lo que él se considera oriundo de ese estado. De hecho, solía tener la bandera de Texas pintada en su casco, lo que le valió el apodo Lone Star JR.
La carrera deportiva de Rutherford comenzó en 1959, cuando comenzó a participar de carreras de automóviles modificados. En 1962 debutó en el Campeonato Nacional del USAC. En 1965 fue campeón nacional automóviles sprint del USAC y obtuvo su primera victoria en el Campeonato Nacional del USAC en las 250 Millas de Atlanta.
A continuación corrió para Walt Michner, Pat Patrick y Don Gerhardt ente otros, logrando podios en las 200 Millas de Michigan de 1970, las 500 Millas de Pocono de 1972 y las 200 Millas de Milwaukee de 1972.

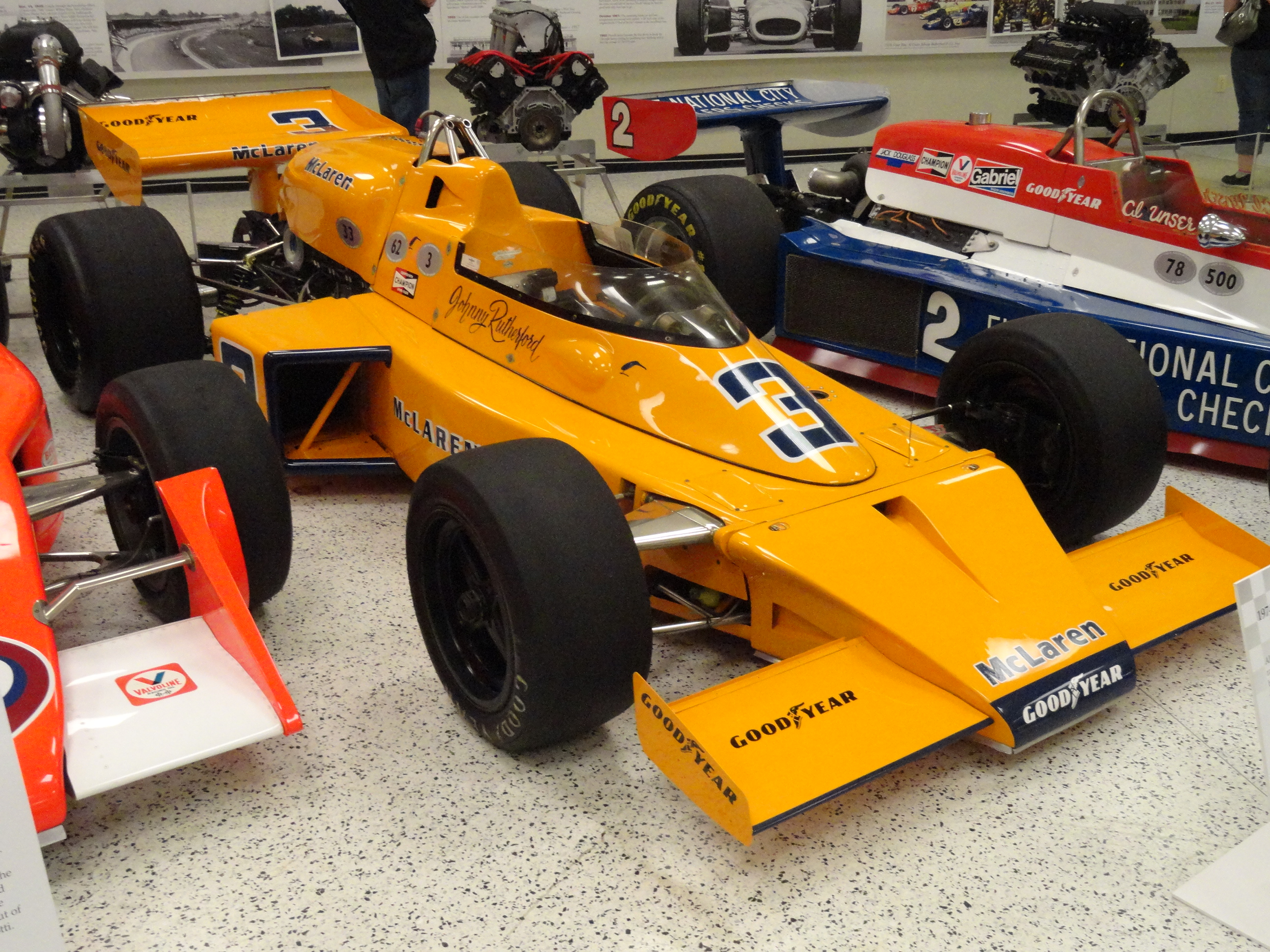
El McLaren de Rutherford, ganador de las 500 Millas de Indianápolis de 1974.

El equipo McLaren lo contrató en 1973, época en que cosechó gran parte de sus éxitos en el campeonato Nacional del USAC. Aunque no obtuvo ningún título, sí las dos victorias en las 500 Millas de Indianápolis que posee el equipo oficial británico en su historia. Luego fue fichado por Chaparral en 1980, formando un vínculo con la petrolera Pennzoil, resultando campeón y ganador de la Indy 500 ese año, y quinto en 1981.
En sus últimos años de actividad corrió para Pat Patrick, A.J. Foyt, Roger Penske y Alex Morales. La última temporada completa de Rutherford en la CART fue en 1987. La última vez que largó las 500 Millas de Indianápolis fue en 1988; en 1989, 1990 y 1992 no logró clasificar.

### NASCAR
En 1963 ganó en su debut en la NASCAR Cup Series, la segunda carrera clasificatoria de las 500 Millas de Daytona, y finalizó noveno en la propia carrera. En 1981 compitió en 12 de 31 carreras de la NASCAR Cup Series, y hasta cuatro carreras en otras temporadas. Sus mejores resultados los obtuvo en Daytona: además de su debut en 1963, fue séptimo en las Firecracker 400 de 1964, décimo en las 500 Millas de Daytona de 1981 y quinto en las Firecracker 400 de 1981.